# Parco del Monte Cucco
Il parco del Monte Cucco è un'area naturale protetta della regione Umbria, istituita nel 1995, che ingloba i territori adiacenti al monte da cui prende il nome.

## Territorio
La superficie del parco si estende per circa 105 km², ed è compresa nel territorio di 4 comuni, tutti dislocati in Umbria:
Comune di Scheggia e Pascelupo: il comune più esteso del Parco, si sviluppa a nord di esso nella parte più impervia e selvaggia, arrivando a includere una parte del Monte Catria.
Comune di Costacciaro: comune centrale del Parco, nella sua superficie si trova il massiccio principale del Monte Cucco, l'altopiano di Pian delle Macinare, la Grotta di Monte Cucco e la Gola di Rio Freddo.
Comune di Sigillo: comune più popoloso, nella sua superficie si trovano le aree di decollo e atterraggio di volo libero; è inoltre localizzato il paese di Val di Ranco, piccola località turistica situata a 1.000 m di quota.
Comune di Fossato di Vico: comune con la superficie più piccola, che comprende la basse e assolate montagne a sud del parco, ricche di boschi e pascoli.

## Le montagne
Il Monte Cucco di 1.566 m s.l.m. è la montagna più alta e più estesa del parco; a seguire in ordine di altezza, tutte le cime superiori ai mille metri di quota: Balze degli Spicchi 1.520 m, monte Le Gronde 1.373 m, monte Motette 1.331 m, Colle D'Orlando 1.292 m, punta Sasso Pecoraro 1.262 m, monte Culumeo 1.261 m, Colle Lo Scoglio 1.243 m, monte Cielo 1.228 m, Montarone 1.208 m, monte Lo Spicchio 1.200 m, Corno del Catria 1.185 m, monte Testagrossa 1.175 m, monte Ranco Giovannello 1.158 m, monte Le Costarelle 1.153 m, cima Filetta 1.120 m, monte Foria 1.115 m, monte Aguzzo 1.110 m, monte Orneti 1.104 m, monte Forcello 1.087 m, monte Le Cese 1.025 m e monte Nofegge 1.015 m. 

## Fiumi e torrenti
Il territorio del parco è percorso da due fiumi principali: 
il fiume Chiascio, il quale nasce con una delle due sorgenti nel parco, e scorre lungo il confine ovest dello stesso;
Il fiume Sentino, che taglia trasversalmente il settore nord del parco da ovest a est separando il monte Cucco dal monte Catria;
Decine sono i torrenti che scorrono nel parco, il più importante è il Rio Freddo che scendendo lungo la parete nord/est della montagna, genera l'imponente Forra di Rio Freddo.

## Flora
Il Parco del Monte Cucco è un ambiente estremamente vario: da enormi boschi di Faggi a estese praterie.
Le piante più comuni e diffuse sono: faggio, sorbo montano, frassino e, a quote più basse, quercia e acero.
Tutta la superficie è un'area floristica protetta, nella quale sono presenti migliaia di specie di fiori e orchidee.

## Fauna
Il predatore dominante è il lupo appenninico, presente in qualche decina di esemplari localizzati principalmente nella zona nord del parco.
L'animale dominante come numero è il cinghiale: animale non endemico, che ha infestato la zona a partire dagli anni '90, è presente in diverse migliaia di esemplari su tutta la superficie del parco.
Raramente vengono avvistate aquile (ma non è proprio raro avvistare falchi) i punti di nidificazione si trovano all'estremo nord del parco, sulle pareti del Corno del Catria.
Un altro animale presente ma estremamente raro da avvistare è il gatto selvatico.
Ma è possibile avvistare anche volpi e istrici oltre vari tipi di vipere

## Attrazioni del parco

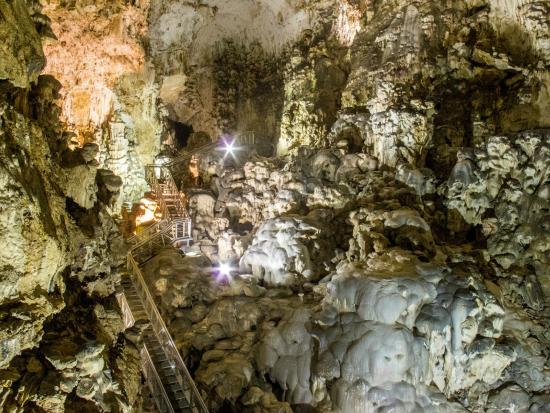
Grotta di Monte Cucco

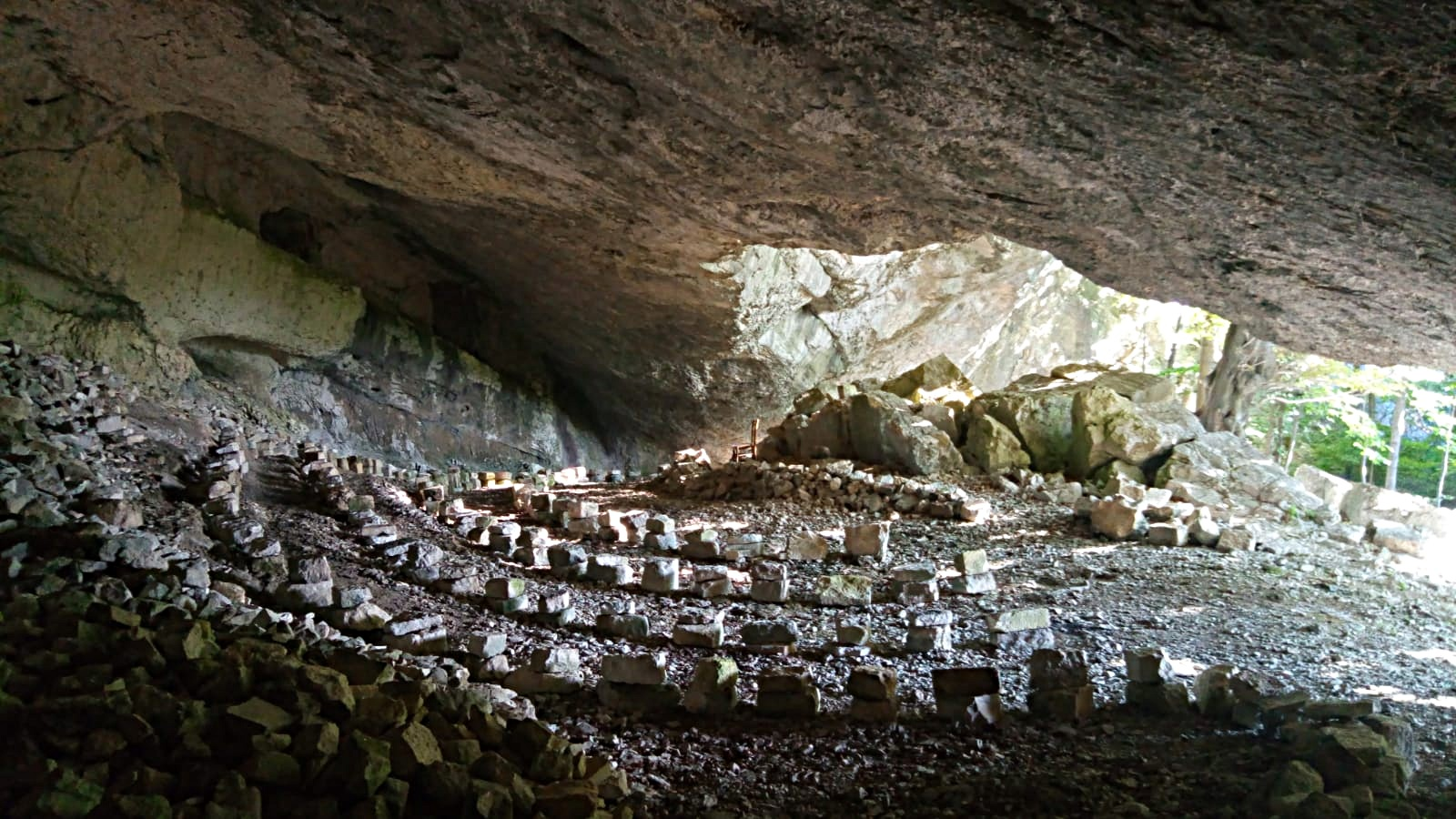
Grotta di Santa Agnese.

Tutta l'area del parco è riconosciuta come attrazione naturale che spazia articolata in gran parte da boschi, praterie, grotte, antri, dirupi, gole e borghi storici a fondovalle. 
L'attrazione principale del parco è la Grotta di Monte Cucco, una delle grotte più estese d'Italia: meta di speleologi e ricercatori, nella quale è stata realizzata una parte attrezzata con luci, scale e passerelle, visitabile a livello turistico accompagnati da guide specializzate. 
Di grande fascino è anche la Grotta di Santa Agnese, un antro di ragguardevoli dimensioni facilmente raggiungibile a piedi, in cui si fondono storia e leggenda. 
L'altopiano di Pian delle Macinare rappresenta uno snodo principale di sentieri da escursionismo che si sviluppano per circa 100 km in tutto il parco.
L'area sopra il paese di Sigillo è una zona di volo libero, che offre condizioni uniche e particolari, in estate non è raro vedere il cielo pieno di deltaplani. Inoltre vengono spesso svolti campionati internazionali con piloti provenienti da tutto il mondo.
Il versante est della montagna è solcato dalla Forra di Rio Freddo, un imponente canyon sceso ogni anno da centinaia di appassionati di torrentismo.
Sull'altopiano di Pian delle Macinare in inverno vengono regolarmente battute piste da sci di fondo (sci nordico), che si sviluppano per più di 10 km.
Molti sentieri sono percorsi da appassionati di mountain bike. A Costacciaro viene svolta ogni anno la Gran Fondo Monte Cucco, gara nazionale spesso inclusa nel "Campionato Italiano Prestigio".